# ユニコーン (アルバム)
ユニコーン（Unicorn）はイギリスのグラムロックバンド、ティラノザウルス・レックスの第3作アルバム。ティラノザウルス・レックス時代の中でも人気の高い作品。本作を最後にスティーヴ・トゥックが脱退している。

## 収録曲
1. チャリオッツ・オブ・シルク - Chariots Of Silk (2:27)
2. アポン・ア・ヒル - 'Pon A Hill (1:15)
3. シール・オブ・シーズン - The Seals Of Seasons (1:47)
4. スロート・オブ・ウィンター - The Throat Of Winter (1:56)
5. キャット・ブラック - Cat Black(The Wizard's Hat) (2:53)
6. ストーンズ・フォー・アヴァロン - Stones For Avalon (1:35)
7. ユニコーン - She Was Born To Be My Unicorn (2:34)
8. ライク・ア・ホワイト・スター - Like A White Star,Tangled And Far,Tulip That's What You Are (3:47)
9. ロイヤル・クロコダイルズ - Warload Of The Royal Crocodiles (2:09)
10. イヴニングス・オブ・ダマスク - Evenings Of Damask (2:24)
11. シー・ビースト - The Sea Beasts (2:24)
12. イスカリオット - Iscariot (2:51)
13. ニジンスキー・ハインド - Nijinsky Hind (2:18)
14. ピルグリムス・テール - The Pilgrim's Tale (2:05)
15. ミスティ・コースト・オブ・アルバニー - The Misty Coast Of Albany (1:41)
16. ロマニー・スープ - Romany Soup (5:40)

## 備考
日本のバンドのユニコーンの名は、このアルバム名に由来する。